# C.E. Bloch
Carl Edvard Bloch (født 21. september 1872 i København, død 11. februar 1952 sammesteds) var en dansk børnelæge. Han var overlæge på Rigshospitalets børneafdeling fra 1910 til 1943 og professor på Københavns Universitet fra 1916 til 1943 (fungerende fra 1916-1931 og derefter ordinær professor). Han blev medlem af universitetets konsistorium i 1928 og var rektor fra 1931 til 1932 og fra 1936 til 1942.
Bloch blev dr.med. i 1902 med disputatsen Studier over Tarmbetændelse. Han forskerede i børns ernæring og påviste i 1916 at børn som mest fik skummetmælk havde øget risiko for at få øjentørsot og blive blinde. I 1918 fandt han ud af at sygdommen skyldes mangel på et dengang ukendt stof som findes i smørfedt og levertran, og at sygdommen derfor kunne behandles med sødmælk eller levertran. Stoffet blev senere kendt som vitamin A.
C.E. Bloch var søn af fabrikant og konsul Lauritz Heymann Bloch (1844–1924) og Dorthea Andersen (1842–1892). Han blev gift i 1908 med Alice Johanne Ruben (1866-1939, datter af fabriksejer Bernhard Harald Ruben og Ida Coppel). Han giftede sig igen i 1940 med violinisten Ketty Doris Wätzold Faber, født Christophersen (1896-1963).
Han modtog storkorset af Dannebrogordenen i 1942 og blev udnævnt til dannebrogsmand i 1948.